# 町井則雄
町井 則雄（まちい のりお、1968年 - ）は、日本の社会起業家。
1993年日本財団に入会。ボランティア支援部に在籍中に阪神・淡路大震災が発生。直後から被災地に入り災害ボランティア支援を担当。その後、「日本財団図書館」の企画・開発、日本の公益活動を支えるプラットフォーム事業「日本財団公益コミュニティサイト『CANPAN(カンパン)』」の企画・開発を経て、CSR企画推進チームのチームリーダとして企業との連携による社会課題の解決に向けた事業づくりなどを担当、2010年に世界のBOPビジネスを集めた企画展｢世界を変えるデザイン展｣の統括責任者、2013年に企業の社会課題解決型ビジネスを集めた｢未来を変えるデザイン展｣の企画・統括責任者となるなど、幅広いユニークな企画とプロデュースを実践。多くの社会起業家の育成に関わり、東日本大震災以後は被災地でのソーシャルビジネス創出サポートなども数多く関わっている。
2016年に日本財団を退職し株式会社シンカを設立、代表取締役となる。社会課題解決型ビジネス創出のサポートをメイン業務として、企業のイノベーション推進事業づくりや地方創生事業創出サポートなどを行っている。その他、株式会社たまエンパワー社外取締役、一般財団法人 22世紀に残すもの理事長、一般財団法人 森から海へ評議員など、様々な団体の社会課題解決型事業に関わると共に、社会起業大学にて｢社会事業構造論｣で教鞭をとるなど社会起業家の育成にも尽力している。
2018年度からは岩手県岩手郡岩手町の政策アドバイザーを務めるなど地方創生を含めたまちづくりに尽力、岩手町は2020年に内閣府から「SDGs未来都市」に認定された。岩手町が進めてきた「SDGs未来都市共創プロジェクト」では様々な事業が進められ、岩手町は東北でも有数のSDGs未来都市として認められている。
2023年12月からはオルタナ総研の所長に就任、サステナビリティ経営に特化したコンサルティングを行うなど活動の幅が広がっている。彼がオルタナ総研で書くコラムは独自の視点が盛り込まれた内容が多く、ある特定のイデオロギーなどに傾倒するようなことがないことや国側でも企業側でもなく、非常にフラットな視点で社会課題とその原因、行うべき解決策などについて言及しているため人気がある。コラムの内容には環境問題やエネルギー、農業や漁業、少子超高齢社会など様々なテーマが挙げられており、その先見性は日本財団時代から注目されてきた。
2014年に彼が企画、プロデュースして開催された「未来を変えるデザイン展」の内容は今の社会を的確に予測したものとなっており、残念ながら解決には全く至らないどころか、その当時に想定されていた悪い未来が実現している。また、AIが変えるであろう未来像についても早くから言及しており、デザイン展の際のインタビューで「今後、何が未来を変えるのか一つ挙げろと言われたら間違いなく人工知能、AIと呼ばれるプログラムです。このAIというものは近い将来、社会をとてつもなく急速に変えると思う。その未来は明るい可能性もあるけど、今の社会の状態を見ていると悪い方向に進んでしまう気がしています。そして、その先にシンギュラリティ(技術的特異点)が2045年くらいまでに来ると言われていますが、もっと早く、2030年前後までには来てしまうと思う。その時、人類は文明を根本から変えられてしまう事態に直面するかもしれないのです。」とコメントしている。
また、日本雨女雨男協会 事務局長、日本クールビズ協会 会長、日本スイーツ協会 会長、日本ロマンチスト協会 宣教師など、社会を良くするための社会実験としてユニークな団体を立ち上げて活動を行うなど、活動の多様性や多角的で戦略的な視点には独特なものがあり、企画する事業は柔軟さも含め評価が高い。
経産省 地域新成長産業創出促進事業審査委員、内閣府「新しい公共推進会議」情報開示・発信基盤に関するワーキング・グループ委員、G4マルチステークホルダー委員会 委員、サステナ検定委員会 委員、みんなの夢アワードアソシエイトプロデューサー、Ready for? アワード審査員、ソーシャルプロダクツアワード審査員などを歴任、その他、SDGsやCSR、ソーシャルビジネス、社会貢献などに関する講演なども行う。

## 著書
- 「ISO26000実践ガイド-社会的責任に関する手引」（中央経済社刊／共著）
- 「サステナビリティ検定テキスト」（オルタナ刊／共著）